# Extropianisme

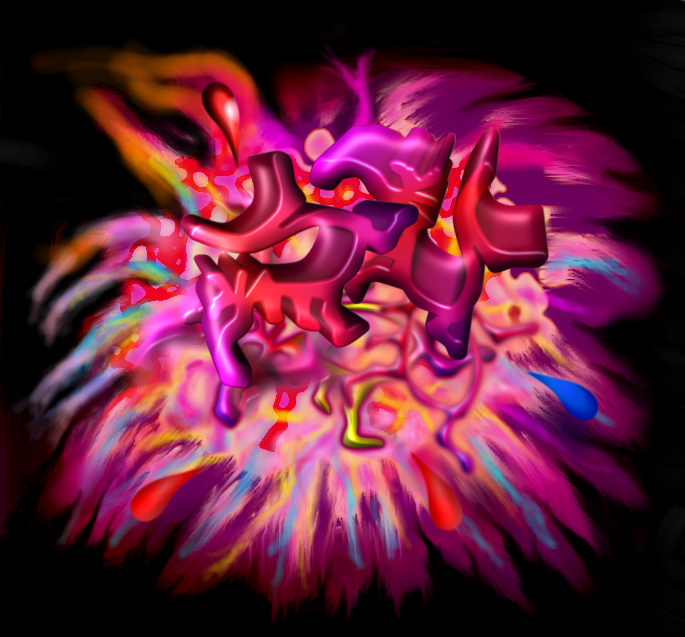
"Singularity Utopia", persona virtuel transhumain (représentation artistique).

L'extropianisme (ou extropisme) est la foi en une organisation croissante des systèmes par la science et les techniques, fondée sur un progrès supposé illimité de celles-ci. L'extropianisme est une forme particulière de pensée transhumaniste qui se définit comme la philosophie de l'extropie, laquelle est l'inverse de l'entropie.

## Histoire
Le transhumaniste FM-2030 préfigura les fondements extropianistes. En 1988, Max More et Tom W. Bell lancent le journal Extropy, dont la première édition est tirée à 50 exemplaires. Max More, d'origine britannique, est exposé pour la première fois au concept de cryogénisation dans les années 1970 à la suite d'un épisode de la série britannique pour enfants Timeslip. Ils établissent également l'Extropy Institute en 1991, une association à but non-lucratif basée en Californie, et ouvrent Nextropia à Cupertino, un centre extropiste. Le centre est géré par Romana Machado, employée à Apple et créatrice du programme d'encryption Stego. En 1991, la première liste de diffusion extropienne sur internet est lancée. En 1992, Nancy Clark, élève de FM-2030, se marie avec Max More et devient Natasha Vita-More (le couple s'est rencontré à la maison de Timothy Leary à Beverly Hills). Cette année, internet pénètre les foyers, et une culture cyberpunk parvenue à son faîte vient contribuer au développement du mouvement extropianiste.
En 1993, Max More publie les principes de base de l'extropianisme. En avril 1994, les extropiens organisent leur première réunion, "Extro 1", à Sunnyvale (Californie), après qu'une "Extropaganza" a eu lieu à Boulder Creek quelques mois plus tôt. L'institut compte alors 300 membres, et tire le journal Extropy à 3 000 exemplaires,. Des auteurs publient dans ce journal des romans décrivant les expériences d'uploading de l'esprit et d'abandon du corps.
Le milliardaire russe Dmitry Itskov (en) investit une fortune dans 2045 initiative, un projet de recherche de prolongement de la vie par le biais du téléchargement de l'esprit. Larry Page, cofondateur de Google, a investi 750 millions de dollars dans le projet Calico. Max Moore a créé la Alcor Life Extension Foundation, entreprise qui cryogénise des corps humains et des animaux (149 "patients" en 2017).

## Description
L'extropianisme se définit en opposition à l'entropie, la tendance naturelle d'un système à dégénérer et mourir après maturité. Le principe d'extropianisme n'existe pas scientifiquement, il n'existe que dans son opposition lexicale à entropie. La première utilisation du terme "extropie" remonte à 1967.
Un principe directeur des extropiens tourne autour de l'immortalité et la notion que l'existence peut se dupliquer digitalement (téléchargement de l'esprit) pour se prolonger éternellement. Ce principe introduit la notion de la liberté absolue de l'être,, ainsi que celle de l'obsolescence du corps.

« L'Extropianisme est une philosophie transhumaniste. Les Principes Extropiens définissent une version spécifique ou une école de la pensée transhumaniste. Comme les humanistes, les transhumanistes favorisent la raison, le progrès, et les valeurs centrées sur notre bien-être commun plutôt que sur une autorité religieuse externe. Les transhumanistes poussent le credo humaniste plus loin en défiant les limites humaines au moyen de la science et de la technologie combinée à la pensée critique et créative. [...] Nous défions la notion de l'inévitabilité du vieillissement et de la mort, de plus, nous cherchons à apporter continuellement des améliorations à nos capacités intellectuelles, physiologiques et à notre développement émotif. Nous voyons l'humanité comme une étape transitoire dans le développement évolutionnaire de l'intelligence. Nous préconisons l'utilisation de la science pour accélérer notre transition de l'état humain à la transhumaine ou à une condition posthumaine. »

— Déclaration extropienne 3.0, Max More, 1999, 
Le logo des extropiens est composé de 5 flèches qui se croisent à leurs centres, une référence aux cinq principes fondateurs de l'extropianisme : expansion illimitée, auto-transformation, optimisme dynamique, intelligence artificielle, et ordre spontané.

## Cryptomonnaies
Les extropiens ont largement contribué au développement des cryptomonnaies dans les années 1990. Les extropiens défendent l'idée d'une économie libérale (anarchique et auto-régulatrice) et voyaient dans les cryptomonnaies l'opportunité de se détacher du contrôle gouvernemental sur l'économie. L'extropien Hal Finney fut le destinataire du premier transfert Bitcoin de l'Histoire en 2009. C'est ensuite Julian Assange, aussi extropien, qui popularise le Bitcoin en 2010 en proposant ce système de paiement pour financer WikiLeaks.
Selon le journaliste Rémi Sussan, l'extropianisme et les cryptomonnaies se rejoignent dans le principe de partage d'« un ensemble d'algorithmes d'allocations de ressources déterministes de qualité supérieure ».

## Membres notoires
Ces personnes sont ou ont été des membres actifs du mouvement extropien:
- Max More
- Philip Zimmermann
- Hal Finney (cryogénisé à Alcor depuis 2014)
- Julian Assange
- Robin Hanson

### Pages liées
- Téléchargement de l'esprit
- Transhumanisme
- Cypherpunk
- Black Mirror - Épisode 4 : San Junipero